# Santibáñez del Cañedo
Santibáñez del Cañedo es una entidad de población española del municipio de Forfoleda, perteneciente a la provincia de Salamanca, en la comunidad autónoma de Castilla y León.

## Toponimia
El nombre del lugar puede encontrarse con las grafías Santibáñez del Cañedo y Santibáñez de Cañedo.

## Historia
Hacia mediados del siglo XIX, el lugar, una alquería por entonces perteneciente al municipio de Calzada de Valdunciel, tenía contabilizada una población de 11 habitantes. Aparece descrito en el decimotercer volumen del Diccionario geográfico-estadístico-histórico de España y sus posesiones de Ultramar de Pascual Madoz con las siguientes palabras:

SANTIBAÑEZ DE CAÑEDO: alq. en la prov. y part. jud. de Salamanca, térm. municipal de Calzada de Valdunciel. pobl.: 2 vec., 11 almas.
(Madoz, 1849, p. 832)

En 2023, la entidad singular de población de Santibáñez del Cañedo, ahora perteneciente al municipio de Forfoleda, tenía empadronados 5 habitantes, todos ellos en diseminado.